# 銀巴里

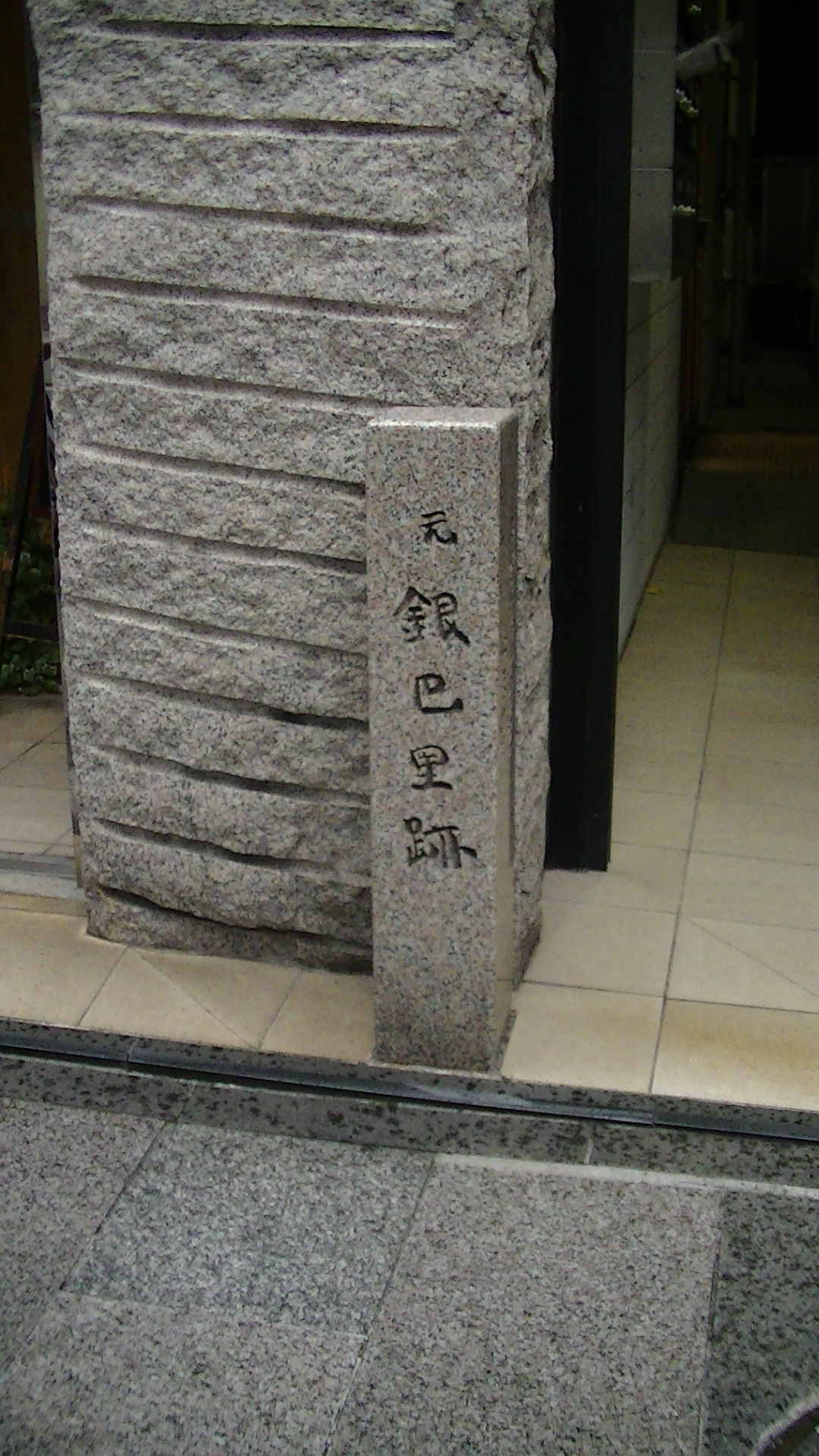
銀巴里跡石碑

銀巴里（ぎんパリ）は、1951年 – 1990年まで東京銀座七丁目にあった日本初のシャンソン喫茶である。「東の銀巴里、西のラ・ベル・エポック（武蔵野市吉祥寺 2009年10月31日閉店）」ともよばれた。
美輪明宏、青江三奈、戸川昌子、古賀力、金子由香利、戸山英二、大木康子、長谷川きよし、宇野ゆう子、嵯峨美子、クミコらを輩出し、三島由紀夫、なかにし礼、吉行淳之介、寺山修司、中原淳一らが集い、演出に尽力した。
閉店日には、銀巴里の名が記されたコーヒーカップや食器類が、すべて常連客によって持ち帰られた。
跡地の銀座7丁目9番11号付近に石碑が立つ。
唯一のれん分けされた店が札幌市のススキノにあったが、2012年9月29日に閉店している。

## 銀巴里を題材とした作品

### 音楽
- 美輪明宏「いとしの銀巴里」作詞・作曲：美輪明宏
- 野坂昭如「銀巴里物語」作詞：水木ひろし（桜井順のペンネーム）、作曲：桜井順
- なかにし礼「さらば銀巴里」作詞・作曲：なかにし礼

### 詞集
- なかにし礼「さらば銀巴里」さがみや書店